# Viktor Schröter

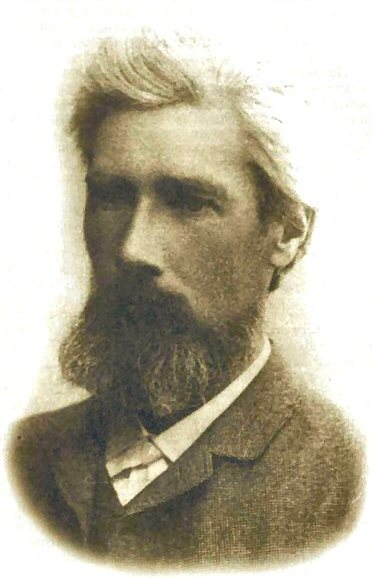
Viktor Schröter

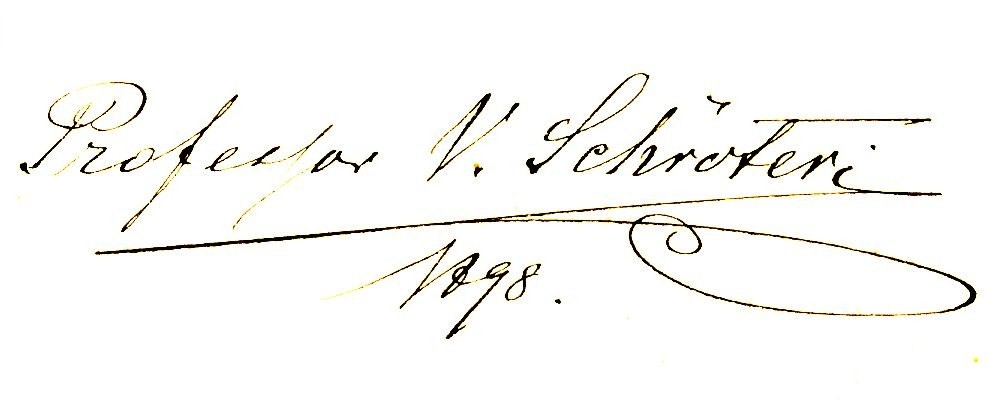
Eigenhändige Unterschrift unter den Entwürfen zur russischen Kirche in Bad Kissingen

Viktor Johann Gottlieb Schröter (auch Victor Schroeter, russisch Виктор Александрович Шрётер / Wiktor Alexandrowitsch Schrjoter; * 27. Apriljul. / 9. Mai 1839greg. in Sankt Petersburg, Russisches Kaiserreich; † 16. Apriljul. / 29. April 1901greg. ebenda) war ein deutsch-baltischer Baumeister im Dienst des russischen Zarenhofs und ist besonders für seine Theaterbauten bekannt.
Schröter, Sohn des Alexander Gottlieb Schröter besuchte von 1851 bis 1856 die Sankt Petersburger Petrischule, danach studierte er von 1856 bis 1862 an der Berliner Kunstakademie. Im Jahr 1858 wurde er in den Berliner Architekten-Verein aufgenommen. Gleich nach dem Studium dürfte er wieder nach Russland zurückgekehrt sein, denn schon im Jahr 1864 erhielt er den Ehrentitel „Akademiker der Architekten“. Am 10. Juli 1867 trat er in kaiserlich russische Dienste. Schröter wurde Senior-Architekt der Hauptapanagenverwaltung und Hauptarchitekt der Kaiserlichen Theaterdirektion. 1882 errang Schröter beim Architekturwettbewerb für die Auferstehungskirche in Sankt Petersburg den 4. Preis. Am 30. August 1886 wurde er zum Wirklichen Staatsrat, später zum Wirklichen Geheimen Staatsrat ernannt. Im Jahr 1892 wurde er als Professor an das „Institut der Zivil-Ingenieure“ berufen.
Schröter heiratete im Jahr 1869 in Sankt Petersburg Marie Christine Nissen (* 25. Juni 1844 in Sankt Petersburg; † 4. Juni 1924 ebenda). Eine Tochter aus dieser Ehe ist Anna Ida Antonie Schröter (* 8. September 1877 in Sankt Petersburg; † 18. Dezember 1940 in Neustadt, Westpreußen). Schröter war der Stammvater einer russischen Architektenfamilie, deren Mitglieder noch heute als Architekten in Sankt Petersburg arbeiten.
Er wurde auf dem evangelisch-lutherischen Friedhof in Sankt Petersburg begraben.

## Werke (Auswahl)
- Kirche St. Petri in Tartu (Estland, 1884)[7]
- Wiederherstellung der Fassade des Mariinski-Theaters in Sankt Petersburg nach einem Feuer in den 1880er Jahren (Assistent Wladimir Pokrowski).[8]
- Dramatheater in Nischni Nowgorod (Russland, 1894–1896)
- Entwürfe für die Russisch-Orthodoxe Kirche in Bad Kissingen (1897/1898).[9] Der Kissinger Architekt Carl Krampf übernahm allerdings die Bauausführung des Projekts.
- Stadttheater in Kiew (1898–1901), heute: Nationale Oper der Ukraine.[10] Diese Arbeit erhielt in einem internationalen Wettbewerb den ersten Preis.[11][12]
- Theater in Irkutsk (Sibirien)[13]
- Stadttheater in Tiflis (Georgien, kurz vor 1900)[14]

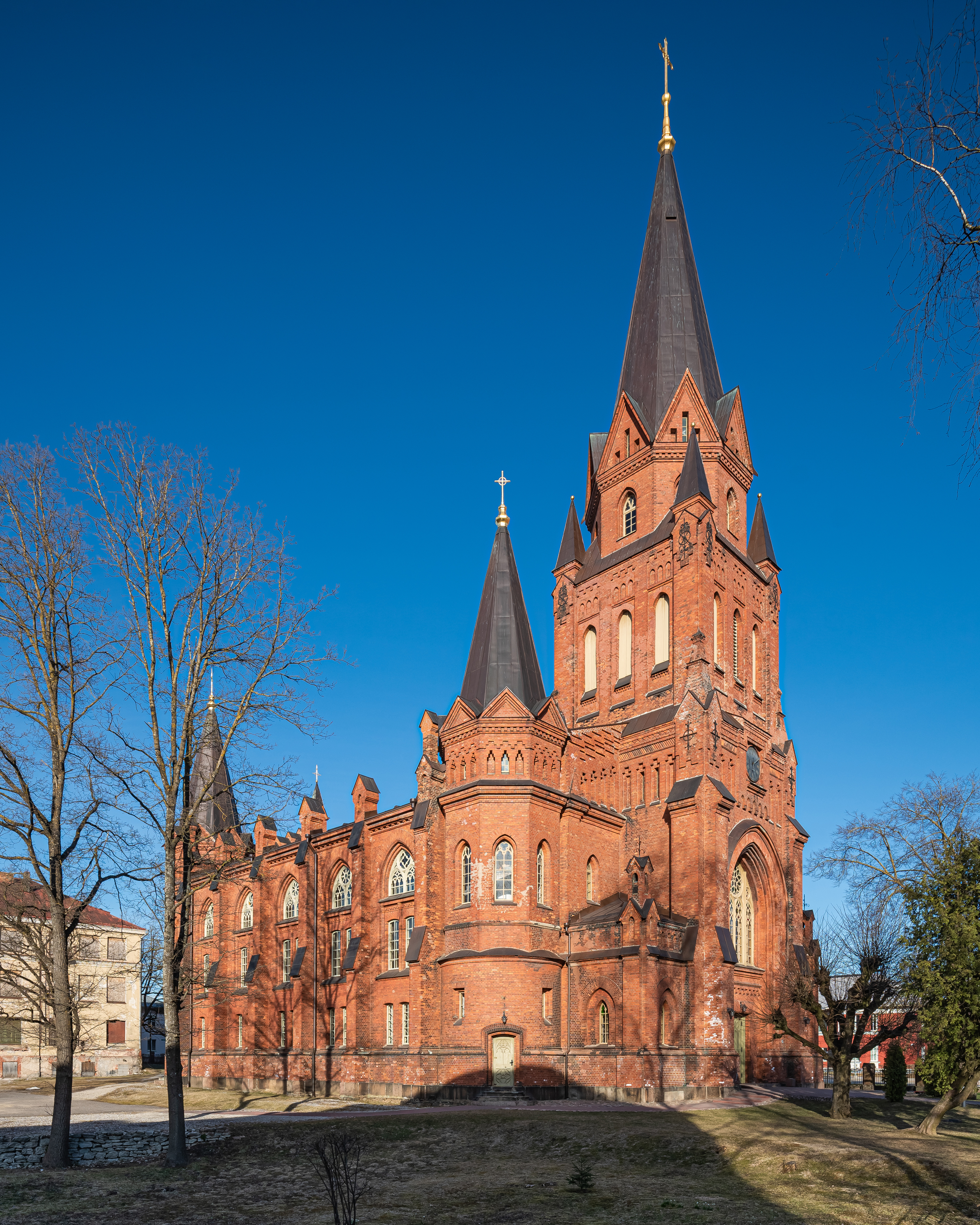
Peterskirche Tartu
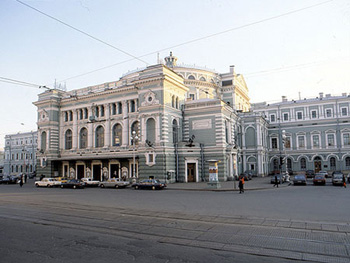
Mariinsky Theater in Sankt Petersburg
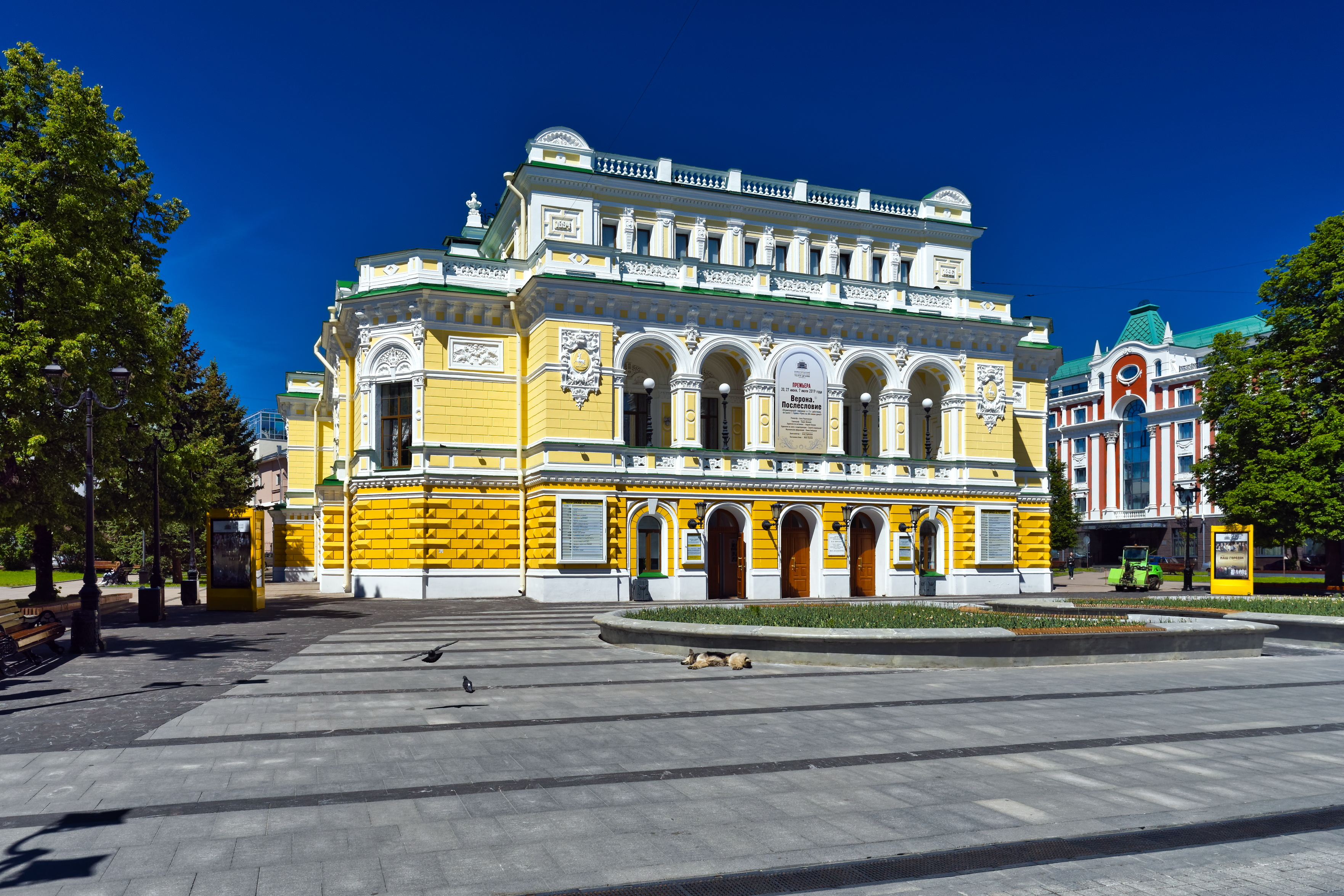
Theater in Nischni Nowgorod
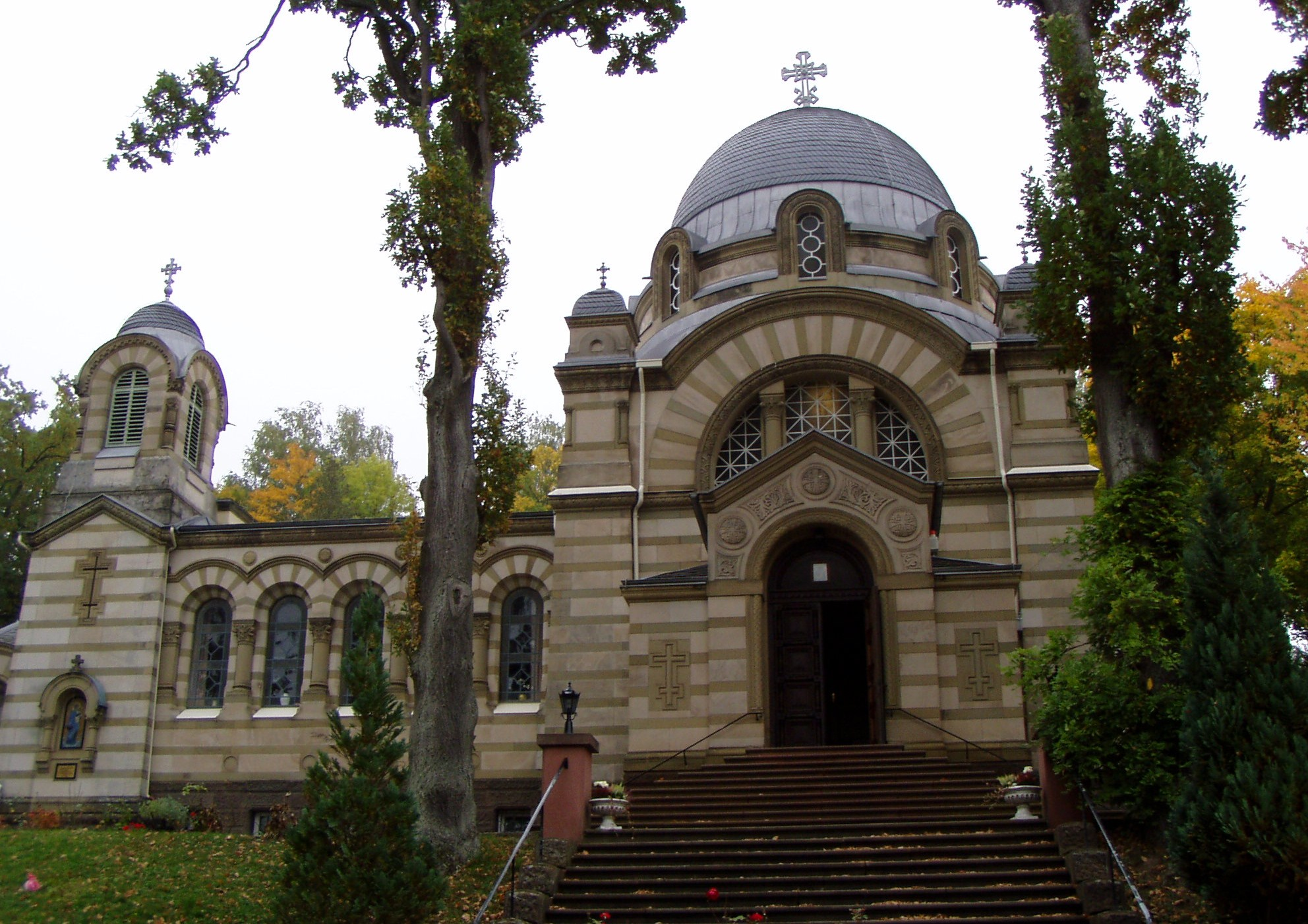
Russische Kirche in Bad Kissingen
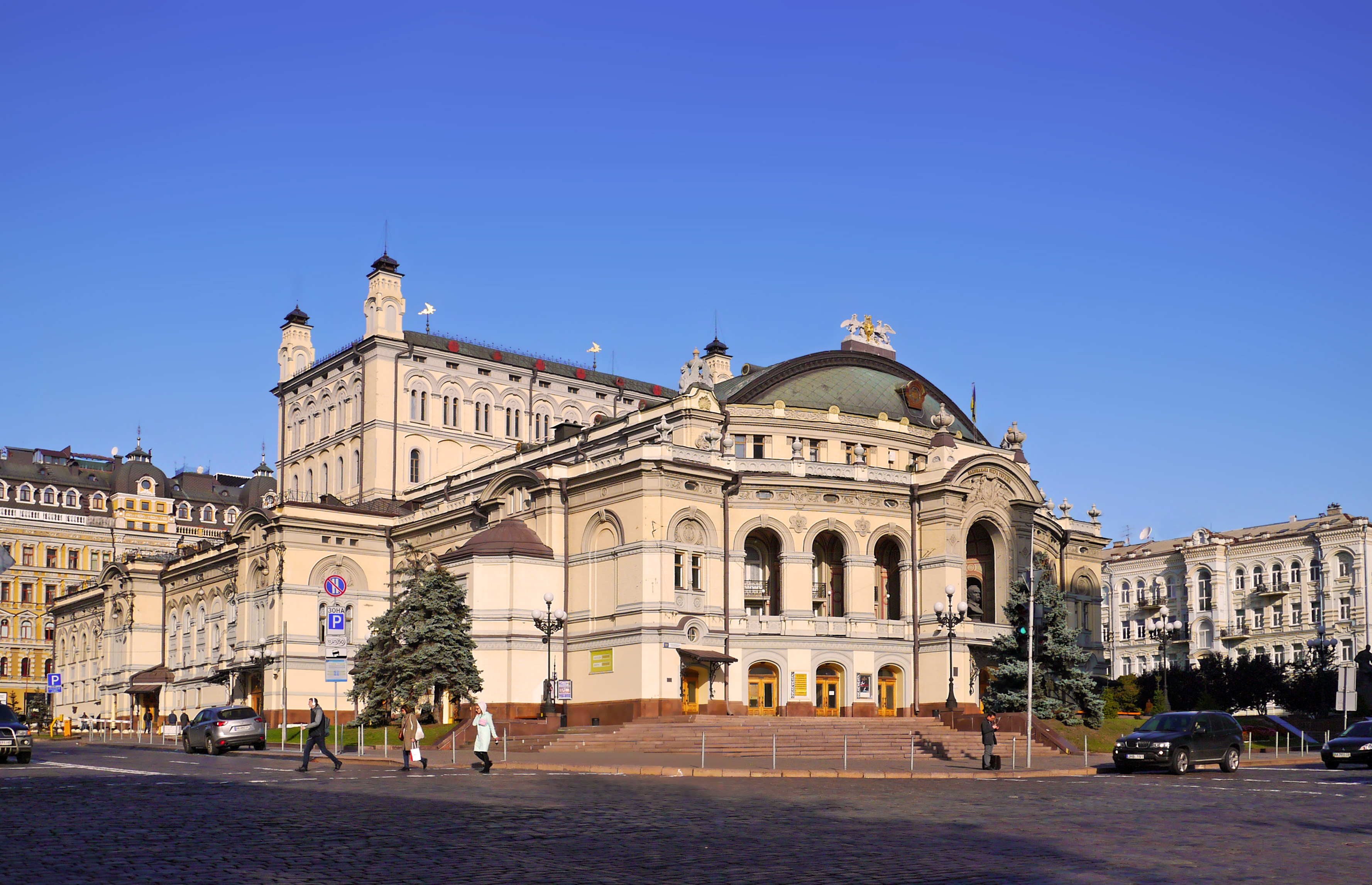
Stadttheater Kiew
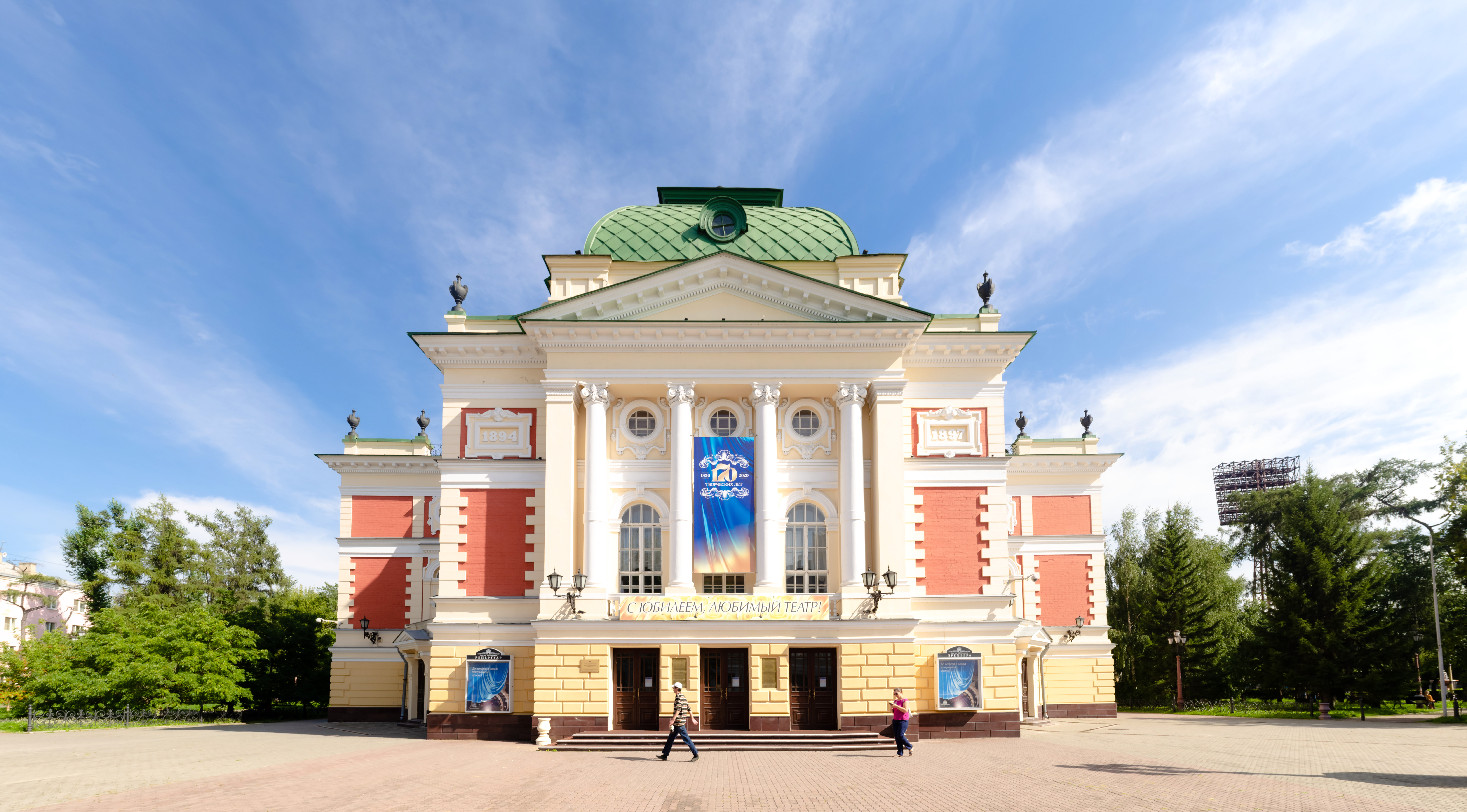
Dramentheater Irkutsk